# القرية (ملحان)

تعديل مصدري - تعديل

القرية هي إحدى قرى عزلة الروضة بمديرية ملحان التابعة لمحافظة المحويت، بلغ تعداد سكانها 215 نسمة حسب تعداد اليمن لعام 2004.